# Oecanthus allardi
Oecanthus allardi är en insektsart som beskrevs av Walker, T.J. och Gurney 1960. Oecanthus allardi ingår i släktet Oecanthus och familjen syrsor. Inga underarter finns listade i Catalogue of Life.